# Wombeyan Caves Road
Die Wombeyan Caves Road ist eine Verbindungsstraße im Osten des australischen Bundesstaates New South Wales. Sie verbindet den Old Hume Highway in Mittagong mit der Goulburn-Oberon Road in Richlands. Die Straße ist als Hauptstraße 258 ausgewiesen.

## Verlauf
Vom Old Hume Highway in Mittagong zweigt die Wombeyan Caves Road in der Nähe des Anschlusses an den Hume Highway (N31) nach Nordwesten ab. Sie führt durch Bauernland bis zur Gemeinde High Range als asphaltierte, zweispurige Straße. Bald hinter High Range wendet sich die Straße nach West-Nordwesten und die Asphaltdecke endet. Westlich von Bullio überquert sie den Wollondilly River und führt dann zu den Wombeyan Caves an der Südspitze des Blue-Mountains-Nationalparks und dem gleichnamigen Ort. Auf dieser Strecke nimmt die Qualität der Straße umso mehr ab, je weiter sie nach Westen führt.
Westlich des dortigen Campingplatzes steigt die Wombeyan Caves Road steil und kurvig einen Hügel hinauf. Diese Rampe ist wieder befestigt. Sobald der höchste Punkt erreicht ist, wandelt sich die Straße wieder in eine Kiesstraße, die aber breiter ist und nicht so viele Kurven besitzt. Bald wendet sie sich nach Südwesten und erreicht nach ca. 15 km die Goulburn-Oberon Road in Richlands. Kurz ihrem Ende in Richlands ist die Straße wieder befestigt.

## Sandsteintunnel

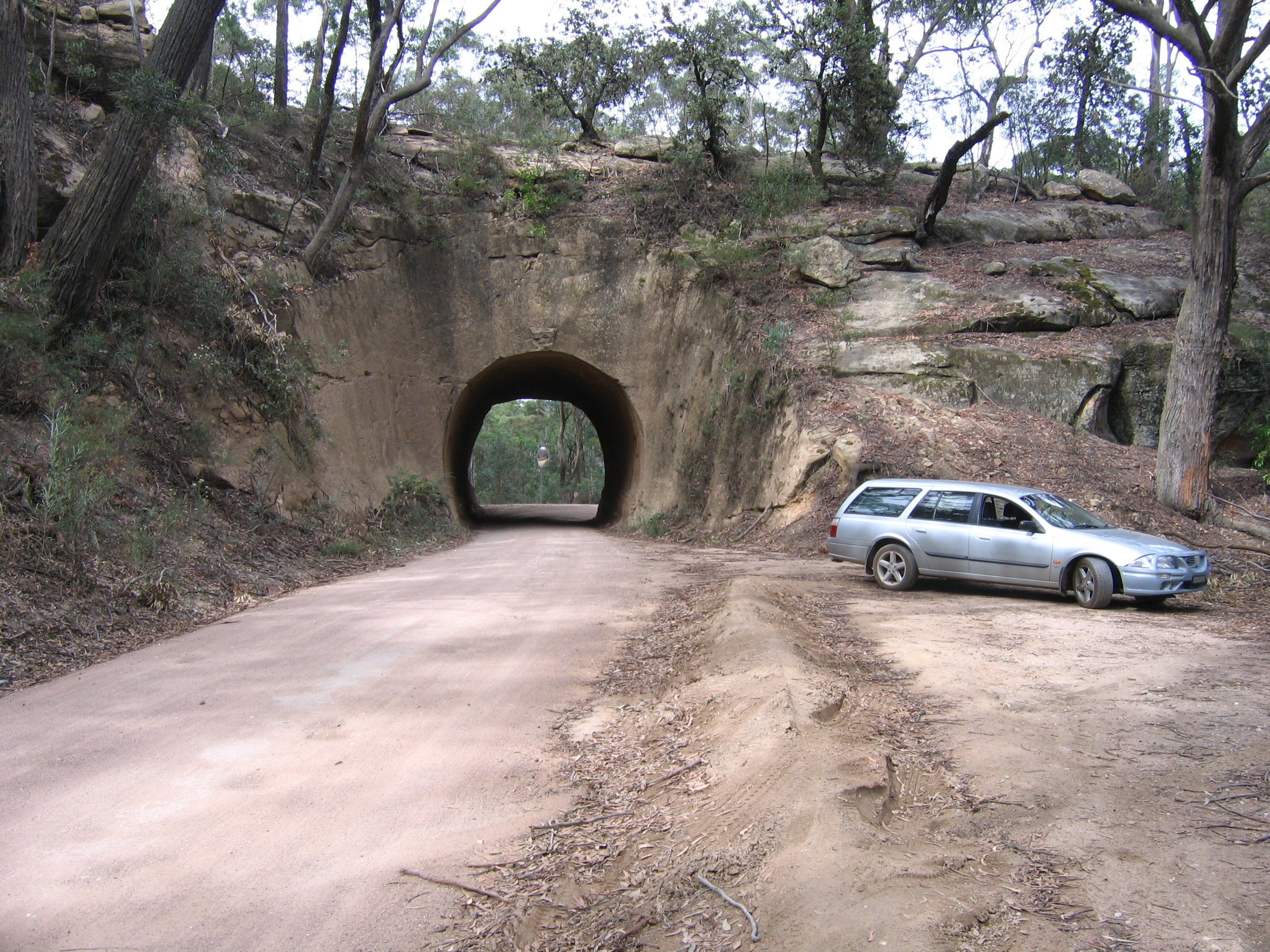
Ostportal des Sandsteintunnels an der Wombeyan Caves Road

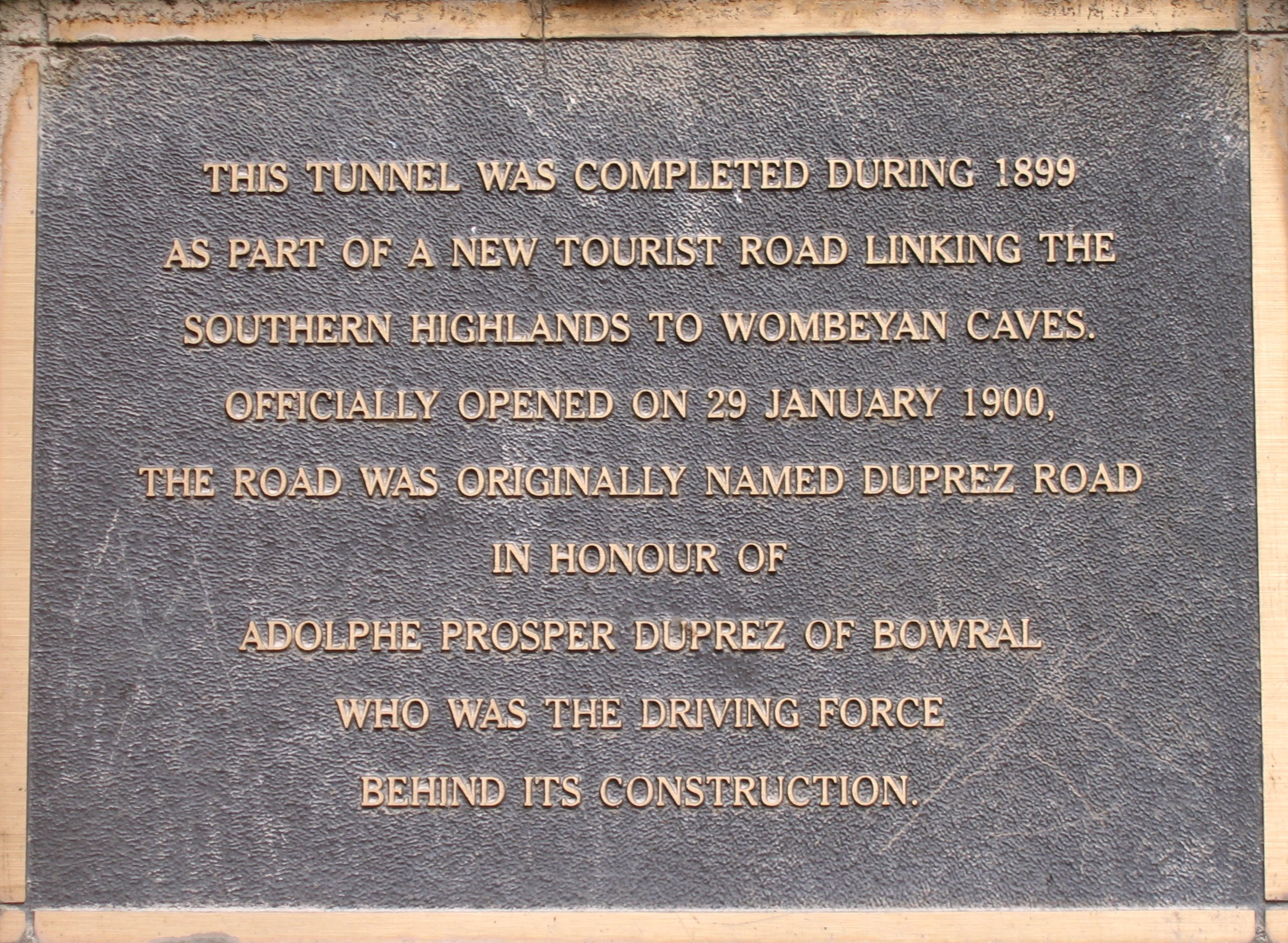
Gedenktafel am östlichen Tunneleingang

In ihrem östlichen Teil, westlich von High Range, führt die Straße durch einen historischen, einspurigen Tunnel, der in den Sandstein geschnitten wurde. Der Tunnel ist an seiner Basis etwa 22 Meter lang, besitzt aber auf der Westseite einen Sandsteinüberhang, der etliche Meter weiter ausgreift.
Auf einer Tafel am östlichen Tunneleingang steht:

“This tunnel was completed during 1899 as part of a new tourist road linking the southern highlands to Wombeyan Caves. Officially opened on 29 January 1900, the road was originally named Duprez Road in honour of Adolphe Prosper Duprez of Bowral who was the driving force behind its construction.”

„Dieser Tunnel wurde im Jahre 1899 als Teil einer neuen Touristenstraße vom südlichen Hochland zu den Wombeyan Caves fertiggestellt. Die am 29. Januar 1900 eröffnete Straße hieß ursprünglich Duprez Road zu Ehren von Adolphe Prosper Duprez aus Bowral, der den Bau dieser Straße mit Elan vorantrieb.“

## Straßenzustand
Wegen des extrem schlechten Straßenzustandes auf etlichen Kilometern östlich des Campingplatzes an den Wombeyan Caves wird dringend empfohlen, diese Höhlen von der Goulburn-Oberon Road (von Westen) aus anzufahren. Trotz möglicherweise gegenteiliger Darstellung in einigen Straßenkarten sollte der unbefestigte Abschnitt der Straße nur mit allradgetriebenen Fahrzeugen und unter Einplanung von ausreichend Zeit befahren werden.